# Артекс
Артекс (фр. Artaix) насеље је и општина у источном делу централне Француске у региону Бургоња, у департману Саона и Лоара која припада префектури Шарол.
По подацима из 2011. године у општини је живело 370 становника, а густина насељености је износила 17,28 становника/km². Општина се простире на површини од 21,41 km². Налази се на средњој надморској висини од 264 метара (максималној 331 m, а минималној 242 m).

## Демографија
| 1962. | 1968. | 1975. | 1982. | 1990. | 1999. | 2011. |
| ----- | ----- | ----- | ----- | ----- | ----- | ----- |
| 470   | 523   | 429   | 416   | 352   | 336   | 370   |

График промене броја становника у току последњих година